# Elizabeth Taylor (escritora)
Elizabeth Taylor (Reading, 3 de julio de 1912-Buckinghamshire, 19 de noviembre de 1975) fue una escritora británica. Con gran sentido en la narración, publicó doce novelas y cuatro libros de cuentos. Su reconocimiento ha sido tardío.

## Trayectoria
Elizabeth Taylor se educó en la escuela Abbey, de Reading. Trabajó primero como institutriz; a continuación, en una biblioteca, aspectos que reflejará en su obra. Se casó a los veinticuatro años con un hombre de la industria, Kendall Taylor, y buena parte de su existencia se desarrolló en un pueblo, Penn (Buckinghamshire) donde cuidó a sus dos hijos, escribió y finalmente falleció a la edad de 63 años.
Con respecto a su nombre —que le produjo conflictos, por su coincidencia con el de la actriz homónima (“Odio mi nombre”, llegó a escribir a una amiga en 1965)—, se suele comentar que su apellido de soltera era Elizabeth Coles. Sin embargo, en realidad fue registrada al nacer como Dorothy Betty Coles, pero como ella detestaba el nombre Dorothy, insistió en cambiarlo, y a los veinte años había conseguido ya que la llamaran Elizabeth (pese a su padre). Su apellido además cambió por su matrimonio, fatalmente para ella.
Nicole Bauman escribió una biografía de Taylor, en Londres: The Other Elizabeth Taylor (2009).La escritora era muy modesta personalmente y evitó ser un personaje público, así que pidió que se destruyesen sus papeles personales (no sus manuscritos). Pero quedaron cartas a Virginia Woolf, Kingsley Amis o Dorothy Parker. Además, se han localizado centenares de cartas a un hombre que conoció cuando se casaba, y la biógrafa esperó a la muerte del marido para utilizarlas, pues, es "la correspondencia más maravillosa y representativa del siglo", donde "la escritora habla, a lo largo de 15 años, de literatura, de lo que escribe, de lo que hace, de lo que le molesta y de lo que no va a hacer".
Fue siempre una persona discreta y aguda cercana a la izquierda política: militó brevemente con los comunistas, y luego participó siempre con el partido laborista.Su mirada crítica, no le impidió intentar entender a fondo el comportamiento de las clases poderosas.Llegó a ser una importante autora de novelas y cuentos británica, pese a su conocimiento muy parcial de su obra, durante décadas (en la edición de 1971 del Diccionario de literatura Penguin ni siquiera figuraba su nombre).

## La escritora
A los 33 años publicó su primera novela, At Mrs Lippincote, cuando su marido estaba en la Guerra Mundial en las fuerzas aéreas. Un año después, en 1946, Palladian (La señorita Dashwood), la más aparentemente austeniana, pero con personajes más sombríos y situados en rápidas situaciones desgarradas. 
En los años sucesivos escribió A View of the Harbour (Una vista del puerto), de 1947, interesante novela sobre una atracción amorosa extramarital, de tono agridulce y muy coral sobre la vida en un pueblo costero; a continuación A Wreath of Roses, 1949. Con A Game of Hide-and-Seck (El juego del amor), en 1951, logró acaso su mejor novela, a juicio de Barbara Bowen. Dos años después, escribió The Sleeping Beauty (1953). 
Pero desde ese año, estuvo un tiempo apartada de la novela, aunque publicó relatos Hester Lilly (1954). Solo después, con la aparición de su novela Angel, de 1957, conseguiría cierta resurrección. Tuvo desde entonces muchos más lectores, incluyendo su En el verano (1961), donde narra la historia de una mujer rica que se casa un hombre diez años menor que ella; es una novela muy directamente amorosa, aspecto que nunca falta en sus libros.
Por último, El hotel de Mrs. Palfrey (1971) cuenta cómo esta viuda de clase media-alta, se traslada al Hotel Claremont (del South-Kensington londinense) para pasar allí el resto de sus días. Y describe a un grupo de ancianos de su clase, deseosos de aparentar, que se han encerrado como ella (que o escriben cartas a los periódicos u oyen los partes meteorológicos obsesivamente, o beben o se dedican a hacer punto). Mrs Palfrey sufre una caída en la calle y entabla una extraña amistad con un joven escritor sin dinero que acude a ayudarla. El relato es despiadado y sin estridencias, como sus novelas en general.
Publicó en revistas como Vogue o The New Yorker y en algún periódico más de continuo. Fue amiga de la gran novelista Ivy Compton-Burnett y del novelista y crítico Robert Liddell.

## Valoración
En conjunto —hasta su muerte, en 1975— editó doce novelas, cuatro volúmenes de cuentos y un libro para jóvenes. Sólo en 1976, al aparecer su novela Blaming de forma póstuma, le concedieron el Whitebread-Prize por su trayectoria, que recogió su marido. 
Nunca ganó un premio y no tuvo mucho eco crítico en vida, aunque sí lectores de sus libros. Pero en los ochenta obtuvo el gran rescate de la editorial Virago, y se publicaron todas sus novelas con prólogos de autoras prestigiosas. 
Su consideración como gran escritora del siglo XX, solo se produjo una vez desaparecida.
En 1984 la crítica británica eligió Ángel como una de las trece mejores novelas inglesas, después de la Segunda Guerra. Recientemente, François Ozon, en 2007, la llevó al cine, como Angel (película de 2007). 
Anne Tyler ha emparentado a esta escritora nada menos que con Jane Austen, pero está muy situada en el siglo XX, incluso a veces y a su modo cerca sus coetáneas Elizabeth Bowen y Barbara Pym. En una de sus novelas, tras un comentario sobre las dificultades de la poesía, dice un personaje: "Es curiosa la sensación de inferioridad de los novelistas, desde Jane Austen hasta abajo".
A veces, en efecto, ha sido llamada, como Barbara Pym, la «Jane Austen contemporánea», pero sus microcosmos cotidianos son claramente de la posguerra inglesa, y la acidez de ciertos comentarios de sus personajes la acercan más a los sarcasmos de Ivy Compton-Burnett.
Sobre la componente trágica de alguna de sus novelas, da este apunte el crítico Ignacio Echevarría: "Muy al comienzo de El hotel de Mrs. Palfrey, la protagonista -cuyos primeros años de casada transcurrieron en Birmania, donde su difunto marido trabajaba como administrador—, siente cómo le cuesta cada vez más adoptar cualquier resolución. Y dice el narrador, a modo de justificación: 'Cuando era joven, tenía que dar una imagen en primer lugar a su marido, al que admiraba, después a sí misma, y en tercer lugar a los nativos (soy una mujer inglesa). Actualmente, en nadie veía reflejada la imagen de sí misma, y ésta parecía disminuida: había perdido dos tercios de su antiguo valor (ni esposo, ni nativos)'. Desde que lo leí por primera vez, me impresionó, en este pasaje, la idea tanto de la mengua como de la depreciación del yo. La idea del yo como un patrimonio devaluable; como una especie de territorio susceptible de verse ampliado o reducido".
Sus obras han sido muy espaciadamente traducidas al castellano, desde 1986. Aunque en 2012, centenario de su nacimiento, aparecieron dos novelas suyas, y otra más en 2013, sigue siendo poco conocida.

## Obra

### Novelas
- At Mrs Lippincote, 1945; En casa de Mrs Lippincote.
- Palladian, 1946; La señorita Dashwood.
- A View of the Harbour, 1947; Una vista del puerto.
- A Wreath of Roses, 1949; Corona de rosas.
- A Game of Hide-and-Seek, 1951; El juego del escondite (El juego del amor).
- The Sleeping Beauty, 1953; La bella durmiente.
- Angel, 1957 (al principio, titulada La verdadera vida de Ángel Deverell), Ángel.
- In a Summer Season, 1961; En el verano.
- The Soul of Kindness, 1964
- Mossy Trotter, 1967.
- A Wedding Group, 1968; Un grupo de boda
- Mrs. Palfrey at the Claremont, 1971; El hotel de Mrs. Palfrey
- Blaming, 1976; Acusación, póstuma.

### Relatos
- Hester Lilly, 1954, relatos breves.
- The Blush and Other Stories, 1958, relatos.
- A Dedicated Man and Other Stories, 1965
- The Devastating Boys, 1972
- Dangerous Calm, 1995

## Traducciones
- El hotel de Mrs. Palfrey, Bruguera, 1986. Con el título de Prohibido morir aquí, La Bestia Equilátera, 2018; Libros del Asteroide, 2025.

- En el verano, Alcor, 1989.
- Una vista del puerto, Alfaguara, 1990.
- Ángel, Anagrama, 2012, reedición.
- La señorita Dashwood, Ático de los libros, 2012.
- El juego del amor, Ático de los libros, 2013.
- Un alma cándida, Gatopardo ediciones, 2018.